# Professional Women’s Hockey League
Die Professional Women’s Hockey League (PWHL; französisch Ligue professionnelle de hockey féminin, LPHF; deutsch Professionelle Frauen-Eishockey-Liga) ist eine professionelle Eishockeyliga für Frauen in Nordamerika. In der Liga, die im Januar 2024 in ihre erste Saison startete, spielen Teams aus Kanada und den Vereinigten Staaten. Die PWHL ersetzte die Premier Hockey Federation (PHF; zuvor National Women’s Hockey League, NWHL). Das in den Play-offs der vier bestplatzierten Teams nach der Hauptrunde ermittelte Meisterteam erhält den Walter Cup.

## Geschichte
Die Professional Women’s Hockey League ist im Besitz der Mark-Walter-Gruppe, die die Rechte an der PHF im Juli 2023 erwarb und mit der Spielerinnengewerkschaft Professional Women’s Hockey Players Association (PWHPA) eine Kooperation einging. Die PWHPA, in der die meisten Nationalspielerinnen Kanadas und der USA organisiert waren, wurde 2019 nach der Auflösung der Canadian Women’s Hockey League gegründet. Die PWHPA boykottierte die NWHL und die PHF und trug eigene Promotionsspiele aus.
An der Gründungssaison 2023/24 nahmen sechs ligaeigene Franchises am Spielbetrieb teil, deren Standorte sich im Nordosten der USA bzw. im Südosten Kanadas befanden. In der ersten Saison wurden generische, die Heimatregionen der Franchises beschreibende Teamnamen sowie entsprechende Farben verwendet. Es spielten die Franchises PWHL Boston, PWHL Minnesota, PWHL Montréal, PWHL New York, PWHL Ottawa und PWHL Toronto.
Die Teams begannen im Sommer 2023 mit dem Aufbau ihres Kaders. Jedes Team durfte während einer ersten zehntägigen Free-Agency-Periode drei Spielerinnen verpflichten. Die ersten Verträge schloss Ottawa mit Emily Clark, Brianne Jenner sowie Emerance Maschmeyer. Anschließend fand am 18. September 2023 der erste PWHL Draft in Toronto statt. In 15 Runden wurden 90 von 268 berechtigten Spielerinnen ausgewählt. Erster Draftpick war Taylor Heise, verpflichtet von Minnesota. Spielerinnen mit laufendem Altvertrag, die nicht von einem der sechs neuen Franchises verpflichtet wurden, erhielten eine Abfindungszahlung und Sozialleistungen.
Vor der Saison 2024/25, wurden individuelle Teamnamen und Farben eingeführt. Es spielten die Boston Fleet, Minnesota Frost, Victoire de Montréal, New York Sirens, Ottawa Charge und Toronto Sceptres. Einige Heimatspielstätten änderten sich dauerhaft, um dem Zuschauerzuspruch gerecht werden zu können. Wie in der ersten Saison gab es Gastspiele in neutralen Spielstätten. Im zweiten PWHL Draft im Juni 2024 war Sarah Fillier erster Draftpick, verpflichtet von New York.

### Expansion
Zur Saison 2025/26 kommen zwei Expansion Teams hinzu, so dass dann je vier Teams aus Kanada und den Vereinigten Staaten spielen. Eine Mannschaft aus dem kanadischen Vancouver in der Provinz British Columbia, trägt bis zur Bekanntgabe des offiziellen Namens die Bezeichnung PWHL Vancouver. Die Heimspiele werden im Pacific Coliseum (16.281 Plätze) ausgetragen. Eine Mannschaft aus dem US-amerikanischen Seattle im Bundesstaat Washington heißt zunächst PWHL Seattle. Die Mannschaft wird in der Climate Pledge Arena (17.100 Plätze) beheimatet sein. Im und um den PWHL Expansion Draft 2025 herum verpflichteten die beiden Organisationen ihre ersten Spielerinnen.

## Mannschaften
| Team                 | Standort                    | Halle                | Kapazität | General Manager    | Cheftrainer              | Kapitänin           | Gegründet |
| -------------------- | --------------------------- | -------------------- | --------- | ------------------ | ------------------------ | ------------------- | --------- |
| Boston Fleet         | Lowell, Massachusetts       | Tsongas Center       | 06.003    | Danielle Marmer    | Courtney Birchard-Kessel | Hilary Knight       | 2023      |
| Minnesota Frost      | Saint Paul, Minnesota       | Xcel Energy Center   | 17.954    | Melissa Caruso     | Ken Klee                 | Kendall Coyne       | 2023      |
| Victoire de Montréal | Laval, Québec               | Place Bell           | 10.062    | Danièle Sauvageau  | Kori Cheverie            | Marie-Philip Poulin | 2023      |
| New York Sirens      | Newark, New Jersey          | Prudential Center    | 16.514    | Pascal Daoust      | Greg Fargo               | Micah Zandee-Hart   | 2023      |
| Ottawa Charge        | Ottawa, Ontario             | TD Place Arena       | 08.585    | Michael Hirshfield | Carla MacLeod            | Brianne Jenner      | 2023      |
| PWHL Seattle         | Seattle, Washington         | Climate Pledge Arena | 17.100    | Meghan Turner      | Steve O’Rourke           |                     | 2025      |
| Toronto Sceptres     | Toronto, Ontario            | Coca-Cola Coliseum   | 08.100    | Gina Kingsbury     | Troy Ryan                | Blayre Turnbull     | 2023      |
| PWHL Vancouver       | Vancouver, British Columbia | Pacific Coliseum     | 16.281    | Cara Morey         | Brian Idalski            |                     | 2025      |

## Übersicht
| Saison  | Mannschaften | Mannschaftsauszeichnungen               | Mannschaftsauszeichnungen          | Individuelle Auszeichnungen     | Individuelle Auszeichnungen    | Individuelle Auszeichnungen                                                 | Individuelle Auszeichnungen                          |
| Saison  | Mannschaften | Walter-Cup-Gewinner                     | Punktbestes Team (Reguläre Saison) | Playoff MVP                     | Wertvollste Spielerin          | Topscorerin                                                                 | Beste Torschützin                                    |
| ------- | ------------ | --------------------------------------- | ---------------------------------- | ------------------------------- | ------------------------------ | --------------------------------------------------------------------------- | ---------------------------------------------------- |
| 2023/24 | 6            | PWHL Minnesota (3–2 gg. PWHL Boston)    | PWHL Toronto (47 Punkte)           | Taylor Heise (PWHL Minnesota)   | Natalie Spooner (PWHL Toronto) | Natalie Spooner (PWHL Toronto) (27 Punkte)                                  | Natalie Spooner (PWHL Toronto) (20 Tore)             |
| 2024/25 | 6            | Minnesota Frost (3–1 gg. Ottawa Charge) | Victoire de Montréal (53 Punkte)   | Gwyneth Philips (Ottawa Charge) |                                | Hilary Knight (Boston Fleet) Sarah Fillier (New York Sirens) (je 29 Punkte) | Marie-Philip Poulin (Victoire de Montréal) (19 Tore) |
| 2025/26 | 8            |                                         |                                    |                                 |                                |                                                                             |                                                      |

## Regeln
Das Regelwerk der PWHL basiert auf dem der National Hockey League, weist aber Besonderheiten auf. Ligapunkte werden nach einem 3-2-1-0-System vergeben: 3 Punkte für einen Sieg in der regulären Spielzeit, 2 Punkte für einen Sieg in der Overtime bzw. im Penaltyschießen, 1 Punkt für eine Niederlage in der Overtime, 0 Punkte für eine Niederlage in der regulären Spielzeit. Erzielt ein Team in Unterzahl ein Tor, darf sofort eine Spielerin von der Strafbank ins Spiel zurückkehren. Entgegen den Regeln der Internationalen Eishockey-Föderation im Fraueneishockey ist seit der ersten Saison der Einsatz von bestimmten Formen des Bodychecks erlaubt, wobei vor der zweiten Saison die Regel zum Schutz des Kopfes verschärft wurde.